# Benten Daiba
Benten Daiba (弁天台場) était une forteresse de la République indépendante d'Ezo (1868-1869). Elle était située à l'entrée de la baie de Hakodate, sur l'île de Hokkaidō au Japon.

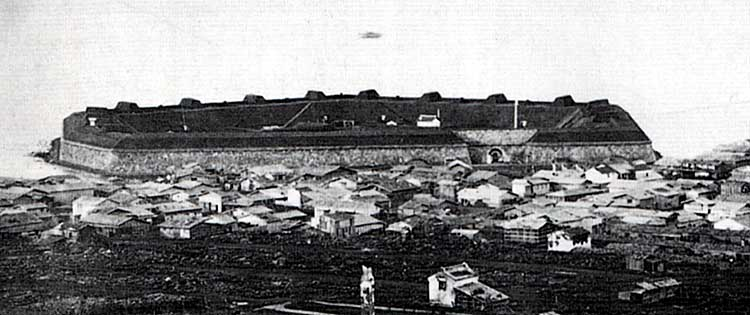
Benten Daiba.

Benten Daiba a été construite par l'architecte japonais Ayasaburō Takeda sur le site d'un sanctuaire shintoïste dédié à Benten, la déesse de la fortune. La plupart des Shinsen gumi ont livré leur dernière bataille ici avant de se rendre.
Benten Daiba est située près du Goryokaku, la célèbre forteresse qui fut le théâtre de la dernière bataille de la guerre de Boshin.